# Hermanovce nad Topľou
Hermanovce nad Topľou é um município da Eslováquia, situado no distrito de Vranov nad Topľou, na região de Prešov. Tem 25,94 km² de área e sua população em 2018 foi estimada em 693 habitantes.

## Demografia
| Ano:        | 1994 | 2004    | 2014   | 2024   |
| ----------- | ---- | ------- | ------ | ------ |
| Broj ljudi: | 619  | 685     | 723    | 662    |
| Razlika:    |      | +10,66% | +5,54% | -8,43% |

| Ano:               | 2023 | 2024   |
| ------------------ | ---- | ------ |
| Número de pessoas: | 660  | 662    |
| Diferença:         |      | +0,30% |